# 卢奇基夫卡 (尼古拉耶夫州)
47°46′34″N 30°26′5″E / 47.77611°N 30.43472°E
卢奇基夫卡（烏克蘭語：Лучківка），2024年9月前名为克拉斯尼夫卡（烏克蘭語：Краснівка），是烏克蘭的村落，位於該國南部尼古拉耶夫州，由五一城區弗拉迪伊夫卡市镇負責管轄，始建於1924年，面積0.98平方公里，海拔高度164米，2001年人口60，人口密度每平方公里61.2人。
2024年9月19日，乌克兰最高拉达将此村的名字改为卢奇基夫卡。